# 피에로 데 메디치
피에로 디 로렌초 데 메디치(Piero di Lorenzo de' Medici, 1472년 2월 15일 ~ 1503년 12월 28일)는 1492년부터 그가 추방당하는 1494년까지 피렌체의 그란 마에스토로이다. 불행자 피에로라는 별칭으로 불린다. 부친 로렌츠 사망후 피렌체의 통치자가 되었으나 통치자로서 자질이 부족하였다. 1494년 프랑스 샤를 8세가 침공하자 비굴하게 항복하였고 굴욕적인 항복에 피란체 시민들이 폭동을 일으키자 메디치 가문의 일원들과 망명을 떠날수 밖에 없었다.

## 생애
피에로 디 로렌초 데 메디치는 로렌초 데 메디치와 클라리체 오르시니의 장자이자 교황 레오 10세의 형이다. 그는 안젤로 폴리치아노 같은 유명인물들 밑에서 메디치 가문의 수장이자 피렌체의 참주( tyrant, 실권자)인 그의 아버지의 자리를 계승하도록 교육을 받았다. 1492년에 부친 로렌초가 사망한후 피렌체의 지도자 자리를 이어받았지만 부친과 비교해 볼때 통치자로서의 자질이 부족하였다.
이탈리아의 평화는 1494년에 나폴리 왕국에 대한 상속권을 주장하며 군대를 이끌고 알프스를 넘은 프랑스 국왕 샤를 8세에 의해 붕괴되었다. 이번 원정은 밀라노의 루도비코 스포르차 (루도비코 일 모로)가 그의 조카 잔 갈레아초 스포르차를 몰아내고 밀라노 공작이 되기 위해서 프랑스에 요청한 원정에 부응하여 시작된것이기도 하였다.
밀라노에서의 일이 마무리 된 후, 샤를은 나폴리로 향하였다. 그는 토스카나를 통해서 지나가야만 했고, 게다가 밀라노와의 연락이 확보가 되어야만 했었다. 피에로는 중립을 취했지만, 이는 토스카나를 침공하려던 의도를 지녔던 샤를에게 받아들여지지 않았다. 피에로는 저항을 시작하였지만 광신도의 성격을 띈 도메니코회의 수도사 지롤라모 사보나롤라의 영향하에서 몰락한 피렌체 엘리트 계층들의 얼마안되는 지원을 받았고, 심지어 그의 친척들은 샤를 8세의 세력에 가담했다.
피에로는 샤를의 군대가 피렌체에 인접해지고 토스카나의 주요 요새가 침략군에 포위되자, 재빨리 항복하였으며, 샤를의 요구를 모두 들어주고 말았다. 그의 실망스러운 상황 처리와 협상 실패는 피렌체에 폭동을 불러일으켰고, 메디치 가문은 국외로 도피 해야 하였다. 필리프 드 코민의 도움으로, 피에로와 그의 가족들은 베네치아로 망명하였다. 가문의 궁전은 약탈되었으며 메디치 가문 이후 1512년까지 피렌체에 대한 통치권을 상실하였다.

## 사망
1499년 프랑스의 침공으로 시작된 이탈리아 전쟁(1499~1504)이 막바지에 달한 시점에 프랑스와 스페인이 나폴리의 분할를 놓고 다툼이 벌어졌다. 피에로는 프랑스 편에 가담하여, 1503년 12월에 벌어진 가릴리아노 전투에 참전하였는데, 곤살로 데 코르도바가 이끄는 스페인군에게 프랑스가 대패하고 말았다. 피에로는 프랑스군과 함께 가에타로 퇴각하던중 가릴리아노강에서 익사하고 말았다. 육중한 대포를 싣고 가던 배가 뒤집히는 바람에 발생한 사고였다. 그의 유해는 몬테 카시노 대수도원에 안장되었다.

## 혼인과 자녀
1486년, 피에로의 삼촌인 베르나르도 루첼라이는 피에로와 알폰시나 오르시니의 결혼을 주선했었다. 피에로와 알폰시나는 1488년에 만났다. 그녀는 탈리아코초 백작 로베르토 오르시니(Roberto Orsini)와 카테리나 산세베리노(Caterina Sanseverino) 사이에 태어난 딸이다. 피에로와 알폰시나는 두 명의 자녀를 두었다:
- 로렌초 2세 데 메디치 (1492-1519).[1]
- 클라리체 데 메디치 (1493-1528) : 그녀는 필리포 스트로치와 혼인했다.[5]